# 安妮-玛丽·林多姆
安妮-玛丽·林多姆（丹麥語：Anne-Marie Rindom，1991年6月14日—）生于索勒德，是一名丹麦女子帆船运动员，主攻辐射型。她童年时随家人移居至霍尔森斯，五岁时跟随哥哥和姐姐的脚步开始接触帆船，七岁时，她进入霍尔森斯帆船俱乐部开始练习，十一岁时，她首次参加欧洲赛事。2008年北京奥运后，她为了能够参加奥运，决定改练辐射型。2018年，她获得学士学位，这之后，她进入奥胡斯大学修读硕士学位。